# Visby Lufthavn
Visby Lufthavn (svensk: Visby "flygplats"), (IATA: VBY, ICAO: ESSV) er placeret 3.5 km nord for Visby, Gotland i Sverige. I 2009 ekspederede den 304.714 passagerer og 5449 landinger. Lufthavnen deler området med wingen F 17 Gotland, der blandt andet har en eskadrille fra Flygvapnet placeret i Visby.

## Historie
Allerede i 1939 startede de første flyaktiviteter på stedet da Gotlands Flygklubb begyndte at starte og lande fra en græsmark. Det svenske flyvevåben byggede landingsbanen i 1942 og gjorde Visby Flygstation til landets østligste base. Flyvevåbnet har i dag JAS 39 Gripen placeret i Visby, ligesom vejrstationen og søredning er en del af opgaverne.
Udover den regulære rutetrafik bliver der hver sommer oprettet mange ruter til Visby, på grund af den store søgning af turister til Gotland. Der er i løbet af sommer og efterår en række charterafgange til destinationer omkring Middelhavet.

## Selskaber og destinationer
- airBaltic – Riga
- City Airline – Göteborg-Landvetter (sommer)
- Gotlandsflyg – (Helårlige:) Göteborg City, Stockholm-Arlanda, Ängelholm-Helsingborg, (Sommer:) Hamburg, Helsinki, Oslo-Gardermoen, Ronneby, Stockholm-Skavsta, Sundsvall, Växjö
- SAS – Stockholm-Arlanda
- Skyways – Stockholm-Arlanda, Stockholm-Bromma
- Widerøe – Oslo (sommer)

## Trafiktal
| År   | Passagerer | % forskel | Landinger | % forskel |
| ---- | ---------- | --------- | --------- | --------- |
| 2009 | 304.714    | 6.1       | 5.449     | 3.9       |
| 2008 | 324.465    | 2         | 5.246     | 0         |
| 2007 | 317.466    | 9         | 5.245     | 8         |
| 2006 | 289.985    | 5         | 5.785     | 2         |
| 2005 | 276.230    | 6         | 5.720     | 11        |